# هنريك توفت هانسن
هنريك توفت هانسن (بالدنماركية: Henrik Toft Hansen) مواليد 18 ديسمبر 1986، هو لاعب كرة يد دانمركي. يلعب حاليا مع نادي فلنسبورغ هاندفيت لكرة اليد ويحمل الرقم 23. مثل منتخب الدنمارك لكرة اليد. شارك في دورة الألعاب الأولمبية الصيفية سنة 2016.

## سجل المنافسة
شارك في البطولات التالية:
- بطولة العالم لكرة اليد للرجال 2015
- بطولة أوروبا لكرة اليد للرجال 2012
- بطولة أوروبا لكرة اليد للرجال 2016
- الألعاب الأولمبية الصيفية 2016

## الإنجازات
- الدوري الألماني لكرة اليد
  -  فضية
- الدوري الدنماركي لكرة اليد:
  -  ذهبية: 2012
- كأس أوروبا لكرة اليد:
  -  فضية: كأس أوروبا لكرة اليد 2014–15

## روابط خارجية
- هنريك توفت هانسن على موقع الاتحاد الدولي لكرة اليد (الإنجليزية)
- هنريك توفت هانسن على موقع الاتحاد الأوروبي لكرة اليد (الإنجليزية)
- هنريك توفت هانسن على موقع اللجنة الأولمبية الدولية (الإنجليزية)
- هنريك توفت هانسن على موقع أوليمبيديا (الإنجليزية)